# Tinne Vilhelmson Silfvén

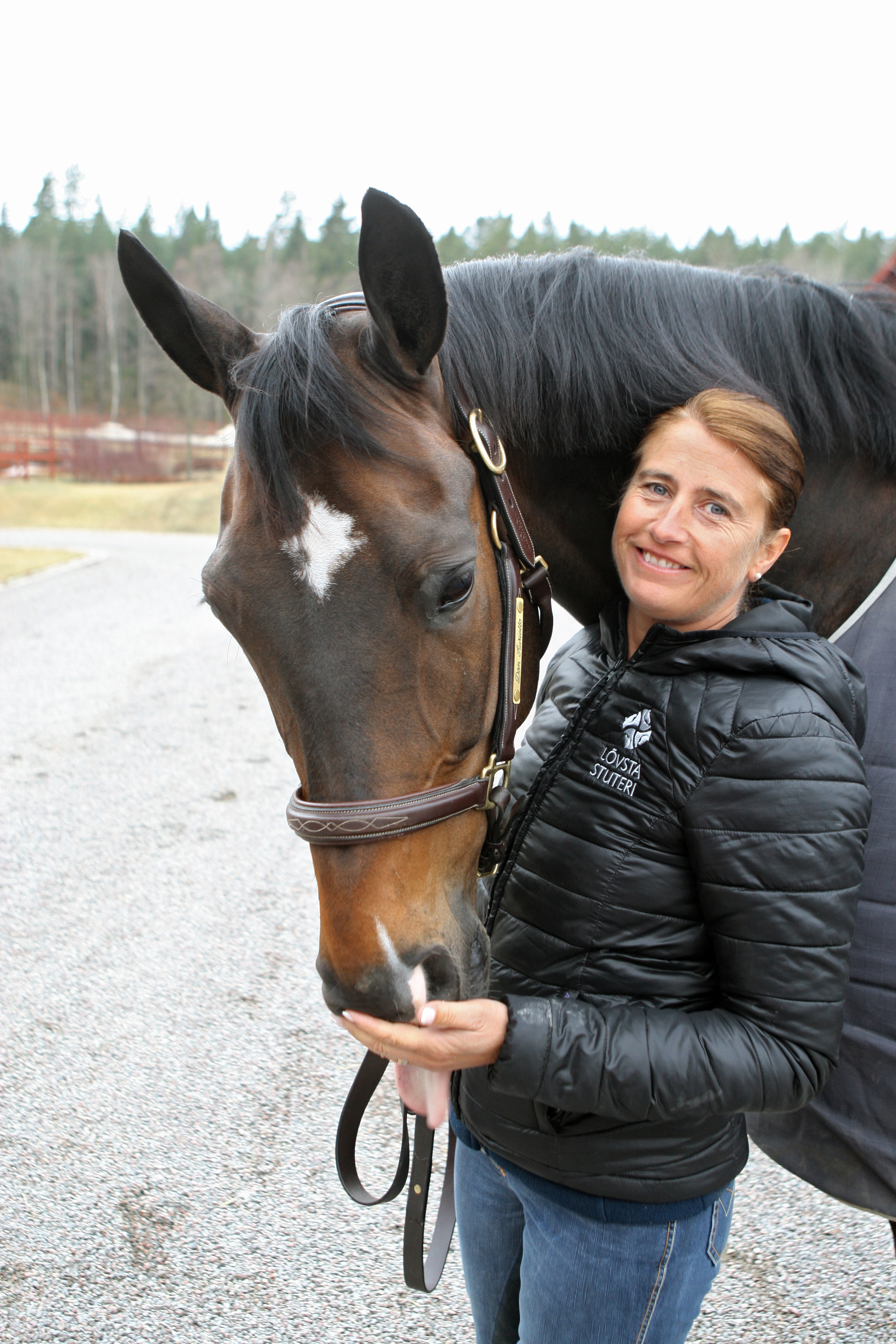
Tinne Vilhelmson Silfvén und Don Auriello (2012)

Tinne Vilhelmson Silfvén, registriert als Tinne Eva Caroline Wilhelmson Silfvén (* 12. Juli 1967), ist eine schwedische Dressurreiterin.

## Werdegang

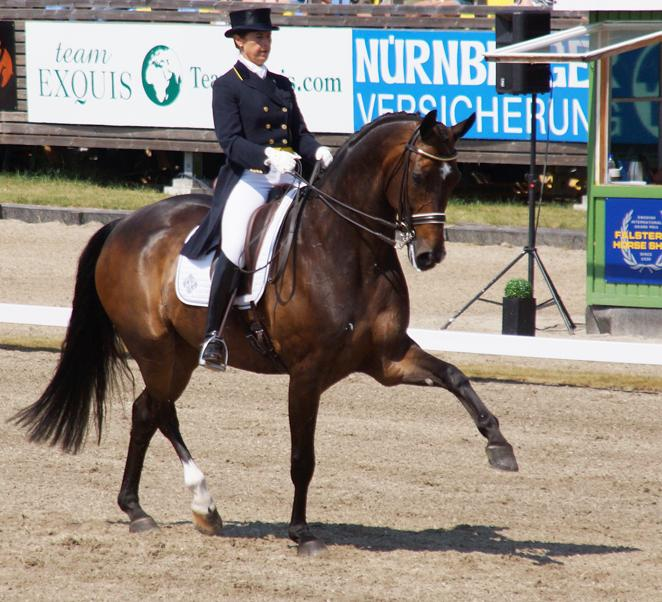
Tinne Vilhelmson Silfvén mit Don Auriello bei der Falsterbo Horse Show 2013

Fünf Jahre lang wurde Tinne Vilhelmson Silfvén in Tasdorf vom Dressurtrainer Walter Christiansen trainiert, der bis zu seinem Tod 1990 auch ihre Landsfrau Louise Nathhorst trainierte. Anschließend zog sie wieder nach Schweden. Anfang/Mitte der 1990er war Caprice Vilhelmson Silfvéns Erfolgspferd, mit der Stute wurde sie 1993 in Strömsholm erstmals schwedische Meisterin der Dressurreiter. Von 1992 bis 1996 waren beide Teil der schwedischen Championatsequipen bei Olympischen Spielen, Welt- und Europameisterschaften.
Seit dem Jahr 2000 ist Tinne Vilhelmson Silfvén im Stall Lövsta stuteri der schwedischen Unternehmerin Antonia Ax:son Johnson tätig. Hier ist sie verantwortlich für das Gestüt und die Ausbildung der Pferde. Seit 2001 ist sie mit Ausnahme der Europameisterschaften 2003 jedes Jahr Teil der schwedischen Mannschaft bei internationalen Championaten gewesen. Die größten Erfolge hierbei waren die Mannschafts-Bronzemedaillen bei den Europameisterschaften 2005 und 2007 sowie ihr fünfter Platz in der Grand Prix Spécial-Einzelwertung der Weltreiterspiele 2014. 
In den Jahren 2011 bis 2014 war die Axel Johnson Group Hauptsponsor der World Dressage Masters. Tinne Vilhelmson Silfvén war in dieser Zeit dominierende Reiterin der Turnierserie und gewann zwei Mal deren Reiter-Jahreswertung. Ein weiterer Karrierehöhepunkt für Vilhelmson Silfvén war ihr zweiter Platz beim Weltcupfinale 2016 mit Don Auriello.
Bei den Olympischen Sommerspielen 2016 war sie mit Don Auriello erneut Teil des schwedischen Aufgebots, es waren ihre siebenten Olympischen Spiele. 
Vom April bis Juni 2014 war Tinne Vilhelmson Silfvén mit Don Auriello Vierte der Weltrangliste. Sie wird von Louise Nathhorst trainiert.
Don Auriello musste 2024 mit 22 Jahren, nach einem Weideunfall, eingeschläfert werden.

## Erfolge
- Olympische Spiele:[4][3]
  - 1992, Barcelona: mit Caprice 4. Platz mit der Mannschaft und 18. Platz in der Einzelwertung
  - 1996, Atlanta: mit Caprice 5. Platz mit der Mannschaft und 37. Platz in der Einzelwertung
  - 2000, Sydney: mit Cezar 9. Platz mit der Mannschaft und 25. Platz in der Einzelwertung
  - 2004, Athen: mit Just Mickey 6. Platz mit der Mannschaft und 29. Platz in der Einzelwertung
  - 2008, Hongkong: mit Solos Carex 4. Platz mit der Mannschaft und 12. Platz in der Einzelwertung
  - 2012, London: mit Don Auriello 5. Platz mit der Mannschaft und 11. Platz in der Einzelwertung
  - 2016, Rio de Janeiro: mit Don Auriello 5. Platz mit der Mannschaft und 8. Platz in der Einzelwertung

- Weltreiterspiele:
  - 1994, Den Haag: mit Caprice 6. Platz mit der Mannschaft und 32. Platz in der Einzelwertung
  - 2002, Jerez de la Frontera: mit Solos Carex 7. Platz mit der Mannschaft und 24. Platz in der Einzelwertung
  - 2006, Aachen: mit Solos Carex 5. Platz mit der Mannschaft und 20. Platz in der Einzelwertung (Grand Prix Spécial)
  - 2010, Lexington KY: mit Favourit 10. Platz mit der Mannschaft und 44. Platz in der Einzelwertung (Grand Prix Spécial)
  - 2014, Caen: mit Don Auriello 6. Platz mit der Mannschaft, 5. Platz in der Einzelwertung (Grand Prix Spécial) und 7. Platz in der Einzelwertung (Grand Prix Kür)

- Europameisterschaften:
  - 1993, Lipica: mit Caprice 6. Platz mit der Mannschaft und 29. Platz in der Einzelwertung (nicht für Grand Prix Spécial/Grand Prix Kür qualifiziert)
  - 1995, Bad Mondorf: mit Caprice 4. Platz mit der Mannschaft und 7. Platz in der Einzelwertung
  - 2001, Verden: mit Cezar 5. Platz mit der Mannschaft und 34. Platz in der Einzelwertung
  - 2005, Hagen a.T.W.: mit Cezar 3. Platz mit der Mannschaft und 14. Platz in der Einzelwertung
  - 2007, La Mandria: mit Solos Carex 3. Platz mit der Mannschaft, 6. Platz in der Einzelwertung (Grand Prix Spécial) und 12. Platz in der Einzelwertung (Grand Prix Kür)
  - 2009, Windsor: mit Favourit 4. Platz mit der Mannschaft, 12. Platz in der Einzelwertung (Grand Prix Spécial) und 15. Platz in der Einzelwertung (Grand Prix Kür)
  - 2011, Rotterdam: mit Favourit 4. Platz mit der Mannschaft, 12. Platz in der Einzelwertung (Grand Prix Spécial) und 15. Platz in der Einzelwertung (Grand Prix Kür)
  - 2013, Herning: mit Don Auriello 5. Platz mit der Mannschaft, 8. Platz in der Einzelwertung (Grand Prix Spécial) und 8. Platz in der Einzelwertung (Grand Prix Kür)
  - 2015, Aachen: mit Don Auriello 5. Platz mit der Mannschaft, 6. Platz in der Einzelwertung (Grand Prix Spécial) und 6. Platz in der Einzelwertung (Grand Prix Kür)

- Weltcupfinale (in Auswahl):
  - 2013, Göteborg: 4. Platz mit Don Auriello (82,661 %)
  - 2014, Lyon: 4. Platz mit Don Auriello (80,946 %)
  - 2016, Göteborg: 2. Platz mit Don Auriello (81,429 %)

- Schwedische Meisterschaft (in Auswahl):
  - 1993, Strömsholm: 1. Platz mit Caprice
  - 2004, Helsingborg: 1. Platz mit Just Mickey (70,84 %)
  - 2005, Ericsberg: 2. Platz mit Just Mickey
  - 2007, Ericsberg: 2. Platz mit Solos Carex (73,603 %)
  - 2009, Ericsberg: 1. Platz mit Favourit (73,78 %)
  - 2010, Strömsholm: 1. Platz mit Favourit (74,440 %)
  - 2011, Helsingborg: 1. Platz mit Don Auriello (76,183 %)